# 穆罕默德·帕夏·索科洛维奇桥
穆罕默德·帕夏·索科洛维奇桥，是位于波斯尼亚和黑塞哥维那塞族共和国的维舍格勒，横跨在德里纳河上的一座古桥。此桥建成于1577年，是由奥斯曼帝国的著名建筑师科查·米馬爾·希南在帝国大维齐尔索库鲁·穆罕默德帕夏的命令下设计建造，故此得名。2007年被列入世界遗产。

## 历史

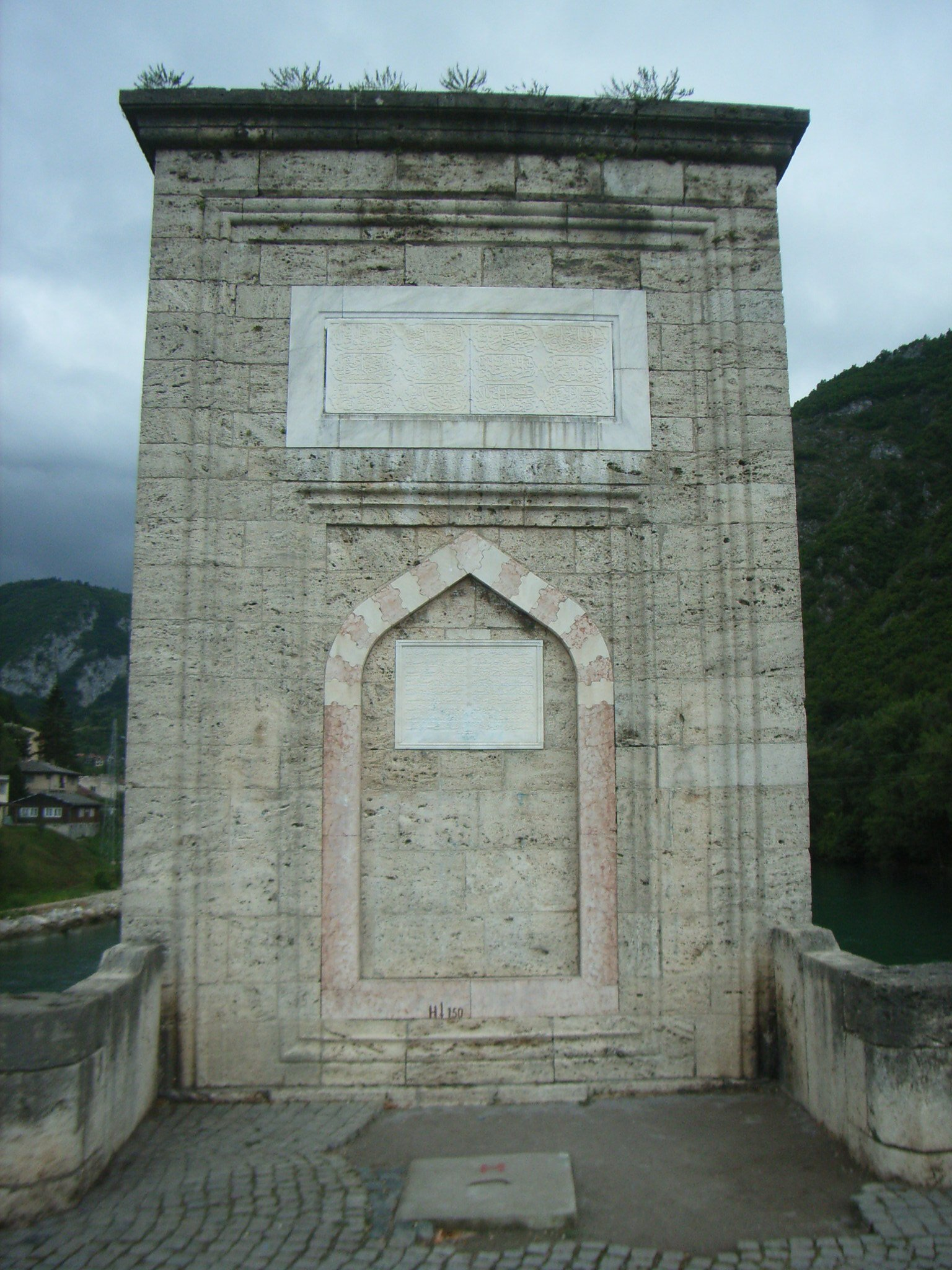
位于桥中心的纪念标志

奥斯曼帝国大维齐尔索库鲁·穆罕默德帕夏是一位著名的政治家，他在三位苏丹治下长期负责帝国的政务，努力保持着帝国稳定和经济繁荣。他下令在帝国各地建造纪念建筑，此桥就是一个当地贸易和繁荣的标志。1571年开始建设此桥，1577年建成，后曾于1664、1875年和1911年大修。一战中有三个桥拱被毁，1939-40年修复；二战中又有五个桥拱被毁，1950-1952年重修。
1945年伊沃·安德里奇发表了《德里纳河上的桥》，以穆罕默德·帕夏·索科洛维奇桥的兴废，追述了16世纪至第一次世界大战爆发期间波斯尼亚在奥斯曼帝国和奥匈帝国的占领下所发生的重大历史事件，反映了当地人民为争取民族独立所进行的英勇斗争。1992-95年的波黑内战中，发生了维舍格勒屠杀，其中有大量的波斯尼亚居民被塞族共和国军队杀害于此桥。
2003年起，为了保护古桥，桥上禁止交通，交通的责任由1986年在下游大约一公里外的位置建造的新桥担任。最近，土耳其国际联合和发展理事会募集了350万欧元用于大桥的重建。2010年4月19日，理事会的代表 ，塞族共和国文化部长和维舍格勒社区代表签署了重修大桥的协议。

## 特征
穆罕默德·帕夏·索克洛维奇桥是土耳其风格的纪念建筑和土木工程的巅峰之作。大桥共有11个石拱，每个跨度11至15米，德里那河左岸的入口斜坡处有 四个拱门。桥身长179.50米。此桥是奥斯曼时期最著名的建筑师和工程师米玛·思南的代表作品，联合国教科文组织在世界遗产介绍中评价它：“本处遗产比例结构优美，气势宏伟壮观，体现着此类建筑的独特魅力。”